# Sphaeromias longipennis
Sphaeromias longipennis är en tvåvingeart som först beskrevs av Friedrich Hermann Loew 1861.  Sphaeromias longipennis ingår i släktet Sphaeromias och familjen svidknott. Inga underarter finns listade i Catalogue of Life.